# Theorie der sozialen Identität
Die Theorie der sozialen Identität ist eine 1986 von Henri Tajfel und John C. Turner unter dem Titel The social identity theory of intergroup behavior vorgestellte sozialpsychologische Theorie, die psychologische Prozesse zu erfassen und zu erklären versucht, die am Zustandekommen von (Inter-)Gruppenprozessen und Intergruppenkonflikten zwischen der Eigengruppe und Fremdgruppen beteiligt sind. Wesentliche empirische Grundlage für die Theorie sind die „Minimalgruppen“-Experimente aus den 1970er-Jahren.

## Das Minimalgruppenparadigma
Die Untersuchungen zum Minimalgruppenparadigma, auch als Minimal Group Paradigm bekannt, wurden 1970 und 1971 von Henri Tajfel und seinem Team durchgeführt (vgl. Tajfel 1970; Tajfel et al. 1971). In diesen Experimenten wurden Schüler einer Schule, die sich untereinander gut kannten, in zwei willkürlich erstellte Gruppen eingeteilt. Den Versuchspersonen wurde zum Beispiel mitgeteilt, dass sie entweder dem Maler Paul Klee oder dem Maler Wassily Kandinsky zugeordnet waren. Somit gehörte jede Versuchsperson entweder der Klee-Gruppe oder der Kandinsky-Gruppe an.
Im zweiten Teil der Studie wurden die Versuchspersonen gebeten, bestimmte Geldbeträge unter zwei anderen Versuchspersonen aufzuteilen. Die Identität dieser Personen war den Versuchsteilnehmern ebenso wenig bekannt wie andere relevante Informationen. Die Versuchspersonen wussten lediglich, dass eine der beiden Personen ihrer eigenen Gruppe angehörte, während die andere Person zur fremden Gruppe gehörte. Es war ausgeschlossen, dass die Versuchspersonen sich selbst das Geld zuteilen oder anderweitig darauf Einfluss nehmen konnten.
Zu diesem Zeitpunkt hatte es keinerlei soziale Interaktion zwischen den Gruppen gegeben. Weder hatten die Versuchspersonen Mitglieder ihrer eigenen oder fremden Gruppe bewusst kennengelernt, noch gab es Anzeichen dafür, dass dies in Zukunft geschehen könnte. Die Gruppenexistenz bestand ausschließlich in den Köpfen der Versuchspersonen; sie war rein kognitiv und wird daher als minimale Gruppe bezeichnet (vgl. Tajfel & Turner, 1986).
Diese Minimalgruppen-Experimente ergaben äußerst erstaunliche Ergebnisse. Obwohl die Versuchspersonen bemüht waren, eine gewisse Fairness walten zu lassen, zeigte sich dennoch deutlich, dass Personen ihrer eigenen, eigentlich irrelevanten, Gruppe bevorzugt wurden. Diese Tendenz zeigte sich sogar, als die Versuchspersonen durch das Los einer von zwei Gruppen zugeteilt wurden (vgl. Billig & Tajfel, 1973).
Noch erstaunlicher war, dass die Versuchspersonen, wenn sie bereits ihre eigene Gruppe bevorzugten, das Geld nicht so verteilten, dass die Mitglieder ihrer eigenen Gruppe den größtmöglichen Vorteil hatten (Tajfel & Turner bezeichnen diese Strategie als maximum in-group profit). Stattdessen entschieden sie sich für eine Alternative, die den Unterschied zwischen den Beträgen maximieren sollte (diese Strategie wird als maximum difference bezeichnet).
Das bedeutet, dass die Versuchspersonen unter verschiedenen Möglichkeiten der Geldverteilung nicht die wählten, die ihrer eigenen Gruppe den höchstmöglichen Geldbetrag verschafft hätte. Stattdessen bevorzugten sie eine Option, die einen möglichst großen Unterschied zwischen den zu verteilenden Geldbeträgen gewährleistete. Offensichtlich zeigte sich hier eine Bevorzugung der eigenen Gruppe, ein sogenannter „ingroup bias“ oder „Eigengruppenfehler“. Die Theorie des realistischen Gruppenkonflikts von Muzafer Şerif geht davon aus, dass für das Auftreten dieses Eigengruppenfehlers ein realer Konflikt zwischen Gruppen um begrenzte Ressourcen erforderlich ist. Ein solcher Konflikt hätte zur Folge haben sollen, dass die Versuchspersonen bestrebt wären, ihrer eigenen Gruppe den höchstmöglichen Geldbetrag zu verschaffen. Tajfel & Turner versuchen in ihrer Theorie der sozialen Identität unter anderem diesen Widerspruch zu erklären.

## Grundannahmen
Tajfel und Turner definieren 1986 eine (soziale) Gruppe „as a collection of individuals who perceive themselves to be members of the same social category, share some emotional involvement in this common definition of themselves, and achieve some degree of social consensus about the evaluation of their group and of their membership in it.“ Vereinfacht könnte man sagen, dass eine soziale Gruppe eine Mehrzahl von Menschen ist, die von sich selbst und von anderen als eine soziale Gruppe wahrgenommen wird. Natürlich schließt diese Definition mit ein, dass ein jedes Individuum gleichzeitig Mitglied in mehreren sozialen Gruppen sein kann.
Die aus der Sicht eines Individuums eigene Gruppe wird in der Sozialpsychologie ingroup genannt (Eigengruppe) und jede zu dieser Vergleichsdimension fremde Gruppe outgroup (Fremdgruppe). Individuen können nun auf die eine oder andere Weise miteinander in Kontakt treten. Um zu unterscheiden, ob und wie diese Kontakte durch die Mitgliedschaft in diversen sozialen Gruppen gefärbt sind, führen Tajfel und Turner 1986 vier theoretische Kontinua ein.

### Das erste theoretische Kontinuum
Das erste Kontinuum unterscheidet zwischen interpersonellem und intergruppalem Verhalten. Das eine Extrem dieses Kontinuums beschreibt eine Interaktion zwischen zwei oder mehr Individuen, die ausschließlich durch die interpersonelle Beziehung und die individuellen Charakteristika dieser geprägt ist. Ein Beispiel für dieses Extrem ist das Verhältnis zwischen Eheleuten. Das andere Extrem dieses Kontinuums beschreibt eine Interaktion zwischen zwei oder mehr Individuen oder Gruppen, die sich ausschließlich aus der Gruppenzugehörigkeit der Beteiligten ergibt und in keiner Weise von den interindividuellen Beziehungen der beteiligten Personen beeinflusst wird. Verhaltensweisen, die nahe an diesem Extrem sind, wird man beispielsweise zwischen den Soldaten zweier verfeindeter Armeen während der Kampfhandlungen beobachten können. Keines der beiden beschriebenen Extreme aber findet sich laut Tajfel und Turner in einer reinen Form im realen Leben, schon gar nicht über einen längeren Zeitraum, denn selbst das intime Verhältnis zweier Liebender wird doch in der einen oder anderen Situation durch deren Geschlechtsrollenzugehörigkeit gefärbt sein.

### Das zweite theoretische Kontinuum
Das zweite Kontinuum wird als eine „quasi-ideologische Dimension von Einstellungen, Werten und Überzeugungen“ (Tajfel & Turner, 1986, 9) bezeichnet. Gekennzeichnet wird dieses Kontinuum wieder durch seine beiden Extreme, die als „social mobility“ und „social change“, also als soziale Mobilität und soziale Veränderung bezeichnet werden. Beide Extreme beschreiben die Überzeugungen von Individuen über den Aufbau der verschiedenen sie umgebenden sozialen Systeme und Gruppen. Mit sozialer Mobilität ist die Überzeugung gemeint, relativ einfach eine soziale Gruppe verlassen zu können und stattdessen Teil einer anderen zu werden. Meist geht es bei dieser Überzeugung um einen Aufstieg innerhalb eines sozialen Systems. So kann ein einfacher Arbeiter beispielsweise überzeugt sein, sich mit Hilfe von viel Fleiß und Cleverness selbständig machen und so in die Gruppe der Besserverdienenden aufsteigen zu können. Der „amerikanische Traum“ (vom Tellerwäscher zum Millionär) ist ein Beispiel für eine allgemeine (im Gegensatz zu der gerade beschriebenen individuellen) Überzeugung von sozialer Mobilität. Das andere Extrem, die soziale Veränderung, bezeichnet die Überzeugung, dass es für ein Individuum nahezu unmöglich ist, eine Gruppe zu verlassen und Teil einer anderen Gruppe zu werden. Beispielsweise ist es denkbar, dass in einer wirtschaftlich schwierigen Situation wie z. B. in Deutschland im Juni 2003 (Arbeitslosenquote je nach Bundesland zwischen 10 und >20 %) ein Arbeitsloser der Überzeugung sein kann, dass er, egal was er tut oder unterlässt, keine Chance hat, eine Arbeit zu bekommen und somit innerhalb des sozialen Systems aufzusteigen. Im kleineren Maßstab kann die Überzeugung der sozialen Veränderung noch deutlicher gemacht werden, so ist es leicht vorstellbar, dass es für den Fan einer Fußballmannschaft, während eines Spieles nahezu unmöglich ist, auf die Seite der gegnerischen Mannschaft zu wechseln, zumal ein solches Verhalten als Verrat angesehen werden würde. Der Begriff „soziale Veränderung“ mag zunächst unklar erscheinen, allerdings ist sein Zustandekommen nicht ohne ein Vorgreifen auf einige wesentliche Konzepte der Theorie der sozialen Identität erklärbar. Siehe dazu weiter unten.

### Das dritte theoretische Kontinuum
Das dritte Kontinuum betrifft das Verhalten und die Einstellung einer Person und ist sehr eng mit den ersten beiden Kontinua verknüpft. Das eine Extrem bezeichnet das – innerhalb einer Gruppe recht variable – Verhalten von Personen, die in Situationen auf den ersten beiden Kontinua sehr nahe an den Extrema interpersonelles Verhalten, beziehungsweise soziale Mobilität stehen. Mummendey (1985) hat dieses Extrem in ihrer deutschsprachigen Darstellung der Theorie der sozialen Identität individuelle Variabilität genannt, während sie das andere Extrem dieses Kontinuums als ein Maximum an Gleichförmigkeit bezeichnet hat. Dieses Maximum an Gleichförmigkeit ist in Situationen zu beobachten, in denen Individuen oder Gruppen sehr nahe an den Extrema intergruppales Verhalten und soziale Veränderung stehen.

### Das vierte theoretische Kontinuum
Das vierte Kontinuum betrifft die Behandlung und Wahrnehmung von out-group-Mitgliedern und ist ebenfalls sehr eng mit den beiden erstgenannten Kontinua verknüpft. Je weiter sich ein Individuum in einer Situation auf den Extremen interpersonelles Verhalten und soziale Mobilität befindet, desto eher nimmt es Mitglieder der out-group individuell verschieden wahr und behandelt sie auch so. In Situationen aber, die eher auf den beiden Extrema intergruppales Verhalten und soziale Veränderung angesiedelt sind, nehmen die Mitglieder einer Gruppe die Mitglieder der out-group eher als „undifferenzierte Items“ wahr. Das Beispiel der verfeindeten Armeen sollte diesen Sachverhalt recht deutlich machen.

## Die Theorie der sozialen Identität
Tajfel definiert 1982 soziale Identität (vergleiche Kulturelle Identität) als den Teil eines Selbstkonzeptes eines Individuums, „der sich aus seinem Wissen um seine Mitgliedschaft in sozialen Gruppen und aus dem Wert und der emotionalen Bedeutung ableitet, mit der diese Mitgliedschaft besetzt ist“.

### Drei Grundannahmen
Tajfel und Turner (1986) leiten ihre Theorie aus den folgenden drei Grundannahmen ab:
1. Individuen streben danach, eine positive Selbsteinschätzung zu erhalten, beziehungsweise ihre Selbsteinschätzung zu verbessern.
2. Ein Teil dieser Selbsteinschätzung ist die soziale Identität, die sich zusammensetzt aus der Mitgliedschaft in verschiedenen sozialen Gruppen und der Bewertung dieser Mitgliedschaft.
3. Die Bewertung der Gruppenmitgliedschaft ergibt sich aus dem Vergleich dieser Gruppe mit anderen relevanten Gruppen – je nachdem wie dieser Vergleich ausfällt, sinkt oder steigt das eigene Prestige.

### Drei theoretische Prinzipien
Aus diesen Grundannahmen ergeben sich logischerweise folgende theoretische Prinzipien:
1. Individuen streben danach, eine positive soziale Identität zu erhalten, beziehungsweise diese zu verbessern.
2. Eine positive soziale Identität erhält man durch Vergleiche mit relevanten out-groups. Der Vergleich dient der Stärkung der sozialen Identität, wenn sich die eigene Gruppe positiv von der out-group abhebt.
3. Sollte dieser Vergleich negativ ausfallen, versuchen Individuen, die eigene Gruppe zu verlassen und einer anderen Gruppe beizutreten oder ihre eigene Gruppe aufzuwerten.

### Die zentrale Hypothese der Theorie
Die eigentliche Hypothese der Theorie der sozialen Identität ergibt sich dann aus diesen drei Prinzipien. Der Druck, die in-group gegenüber der out-group positiv zu bewerten, führt dazu, dass soziale Gruppen versuchen, sich voneinander zu unterscheiden. Dieser Prozess des „sich voneinander Unterscheidens“ unterliegt aber einigen Beschränkungen:
1. Die Individuen müssen ihre Gruppenmitgliedschaft internalisiert haben, es reicht nicht, wenn sie von anderen einer Gruppe zugeordnet werden. Beispielsweise könnte ein Gelehrter von seiner Umgebung der Gruppe der „Eierköpfe“ zugeordnet werden, ohne sich selbst dieser Gruppe zuzuordnen.
2. Individuen gehören gleichzeitig verschiedenen Gruppen an (z. B. Ethnie, Geschlecht). Damit sich ein Individuum in einer Situation vornehmlich als Teil einer bestimmten Gruppen wahrnimmt, müssen deren jeweilige Merkmale salient (bedeutsam) sein. Eine Person könnte beispielsweise gleichzeitig der Geschlechtsgruppe der Männer und der Gruppe der „Star Trek“-Fans (sogenannte Trekkies) angehören. Es ist leicht vorstellbar, dass auf einer Versammlung einer feministischen Partei die Gruppenzugehörigkeit zu der Gruppe der Männer sehr viel salienter wird als die Zugehörigkeit zu der Gruppe der Trekkies.
3. Angehörige einer Gruppe vergleichen sich nicht mit jeder denkbaren out-group, sondern nur mit Gruppen, die als relevante out-group wahrgenommen werden. So ist es denkbar, dass ein Fan eines Fußballvereins sich mit einem Fan eines anderen Fußballvereins vergleicht, sich dagegen mit einem Fan eines Handballvereins eher nicht vergleichen wird, weil diese Gruppe für ihn einfach nicht relevant ist.

### Strategien bei negativen Vergleichsergebnissen
Was passiert aber, wenn der geführte Vergleich mit einer relevanten out-group nicht das gewünschte Ergebnis (eine positive Unterscheidung von der out-group) bringt? Hier nennen Tajfel und Turner drei mögliche Strategien:
- Individuelle Mobilität: Individuen versuchen, ihre Gruppe zu verlassen und in eine statushöhere Gruppe aufzusteigen. Per Definition ist dies umso wahrscheinlicher, je näher die Situation an dem Extrem „soziale Mobilität“ ist.
- Soziale Kreativität: Damit ist gemeint, dass Mitglieder einer status-niedrigeren Gruppe versuchen, entweder die Vergleichsdimension zu wechseln (beispielsweise könnten Bauern aus einem Dorf feststellen, dass sie weniger Kühe haben als die Bauern eines anderen Dorfes und daraufhin den Erfolg als Bauern nicht mehr in der Anzahl der Kühe, sondern in der Anzahl der Schweine messen) oder die Interpretation der Attribute wechseln (beispielsweise könnte ein Bauer, der mit besonders wenigen Kühen seinen Lebensunterhalt bestreitet, als ein besonders guter Bauer angesehen werden, anstatt eines Bauern, der besonders viele Kühe hat). Eine dritte Möglichkeit ist es, nicht die Vergleichsdimension, sondern die Vergleichsgruppe zu wechseln (man vergleicht sich also nicht mehr mit den Bauern aus dem einen Dorf, sondern mit Bauern aus einem anderen Dorf).
- Sozialer Wettbewerb: Es wird die direkte Konfrontation mit der out-group gesucht, um danach den Status der beiden Gruppen neu zu bewerten. Das Aufeinandertreffen zweier Fußballmannschaften ist ein Beispiel für sozialen Wettbewerb, die oben erwähnten Ferienlagerexperimente von Șerif ebenso.

### Soziale Mobilität und soziale Veränderung
Durch die dargestellten Strategien wird nun auch die Begriffsgebung der „sozialen Mobilität“ und deren Gegenpol, der „sozialen Veränderung“ deutlich. Sieht sich ein Individuum nicht in der Lage, seine status-niedrigere Gruppe zu verlassen, um Teil einer status-höheren Gruppe zu werden, so stehen ihm nur die beiden Strategien „soziale Kreativität“ und „sozialer Wettbewerb“ zur Verfügung, um die eigene Gruppe aufzuwerten. Eine Neubewertung der Gruppen aber bedeutet auch eine Veränderung innerhalb der Gesellschaft, also eine soziokulturelle Veränderung. Das Beispiel der Frauenbewegung, die ihre Hochzeiten in den 1970er- und 1980er-Jahren hatte, sollte dies recht deutlich machen.

## Erklärung des Minimalgruppenparadigma
Mit Hilfe der oben beschriebenen theoretischen Prinzipien lassen sich nun auch ganz leicht die Ergebnisse zum Minimalgruppenparadigma erklären. Die Versuchspersonen wurden von außen in zwei verschiedene Gruppen eingeteilt, hatten also keine Möglichkeit, die Gruppe zu wechseln. Ebenso war das zu verteilende Geld die einzige verfügbare Dimension, auf der ein Vergleich zwischen den beiden Gruppen stattfinden konnte. Die Versuchspersonen wählten nicht die Strategie des „maximum in-group profit“, sondern die Strategie des „maximum difference“, weil es nicht um das Geld an sich ging (die Versuchspersonen hätten ja sowieso nichts davon bekommen), sondern weil das Geld nur eine Dimension war, auf der sozialer Wettbewerb stattfand. Indem die teilnehmenden Personen den Unterschied maximierten, hoben sie die eigene Gruppe möglichst weit von der anderen Gruppe ab und stellten so eine positive soziale Identität für sich her.

## Ähnliche Theorien
Die Selbstkategorisierungstheorie ist eine Weiterentwicklung der Theorie der sozialen Identität.

## Anwendungsfelder der Theorie in der Sozialpsychologie und Managementforschung
Die Theorie der sozialen Identität wurde in der wissenschaftlichen Forschung in einem interdisziplinären Anwendungsspektrum zur Erklärung von menschlichem und organisationalem Verhalten herangezogen. Wissenschaftliche Studien in Fachzeitschriften nutzen die Perspektive sozialer Identität u. a. zur Analyse von Arbeitsmotivation, Personalfluktuation, Unternehmenszusammenschlüssen und der Adoption neuer Technologien im Rahmen des Innovationsmanagements.